# Матерія (фізика)
Мате́рія (англ. matter, substance; нім. Stoff m, Materie f) — основа буття, яка проявляється у всій різноманітності і багатогранності об'єктів, процесів, явищ мікро-, макро- і мегасвіту. Існує в русі, розвитку та взаємоперетвореннях.
Традиційно у фізичній картині світу виділяють два фундаментальні види матерії — речовину та фізичні поля. Однак, такий поділ є умовним, оскільки в рамках квантової теорії поля будь-яка частинка описується квантованим фізичним полем. Квантування полів надає їм ознаки корпускулярності. Різниця між, наприклад, електронами, які традиційно вважають частинками речовини, і електромагнітним полем у тому, що кванти електромагнітного поля, фотони, є бозонами, тоді як електрони — ферміонами. Іншою ознакою, за якою матерію можна поділити на речовину й фізичні поля, є наявність або відсутність маси. Якщо застосовувати таку класифікацію, то W- і Z-бозони слід віднести до речовини, тоді як нейтрино — до полів. Загалом, для фізиків такий поділ несуттєвий.
Останніми роками для пояснення прискорення розширення Всесвіту, про що свідчать астрономічні спостереження, виникла необхідність гіпотезувати існування нового виду матерії, яка отримала назву темної енергії. Природа темної енергії залишається нез'ясованою.

## Поняття матерії в різних галузях фізики
Визначення матерії розширювалося з розвитком різних галузей науки. Раніше це були об'єкти, які можна було описати класичними властивостями (маса, температура, подільність тощо), і в уявленнях Ньютона про абсолютність простору і часу, що розглядаються незалежно; з розвитком оптики, а за нею спеціальної й загальної теорії відносності це поняття доповнилося його зв'язками з гравітацією і хвилями; а сучасні квантова фізика, астрофізика і фізика високих енергій установили це поняття в сучасному[уточнити] сенсі і активно шукають нові види матерії.

## Основні види матерії
- Речовина:
  - Адронна речовина — її складовими частинками є адрони.
    - Баріонна речовина (баріонна матерія) — речовина, що складається з баріонів.
      - Речовина в класичному розумінні. Складається переважно з ферміонів. Ця форма матерії домінує в Сонячній системі та в найближчих зоряних системах.

  - Антиречовина — складається з античастинок.
  - Нейтронна речовина — складається переважно з нейтронів і позбавлена атомної будови. Основний компонент нейтронних зір, з густиною, істотно більшою, ніж у звичайної речовини, але меншою, ніж у кварк-глюонної плазми.
  - Інші види речовин, що мають атомоподібну будову (наприклад, речовина, утворена мезоатомами з мюонами).
  - Кварк-глюонна плазма — надщільна форма речовини, що існувала на ранній стадії еволюції Всесвіту до об'єднання кварків у класичні елементарні частинки (до конфайнменту).
  - Гіпотетичні докваркові надщільні матеріальні утвори, складові яких — струни та інші об'єкти, з якими оперують теорії великого об'єднання (див. теорія струн, теорія суперструн). Основні форми матерії, які, ймовірно, існували на ранній стадії еволюції Всесвіту. Струноподібні об'єкти в сучасній фізичній теорії претендують на роль найфундаментальніших матеріальних утворів, до яких можна звести всі елементарні частинки, тобто врешті-решт, усі відомі форми матерії. Такий рівень аналізу матерії, можливо, дозволить пояснити з єдиних позицій властивості різних елементарних частинок. Належність до «речовини» тут слід розуміти умовно, оскільки відмінність між речовою і польовими формами матерії на цьому рівні стирається.

Поле, на відміну від речовини, не має внутрішніх порожнин, має абсолютну щільність.
- Поле (в класичному сенсі):
  - Електромагнітне поле.
  - Гравітаційне поле.

- Квантові поля різної природи. За сучасними уявленнями квантове поле є універсальною формою матерії, до якої можна звести як речовини, так і класичні поля, при цьому існує нечіткий поділ на речовинні поля (лептонні й кваркові поля ферміонної природи) і поля взаємодій (глюонні сильні, проміжні бозонні слабкі і фотонне електромагнітне поля бозонної природи, сюди ж відносять поки гіпотетичне поле гравітонів). Осібно серед них стоїть поле Хіггса, яке складно віднести однозначно до будь-якої з цих категорій.

- Матеріальні об'єкти неясної фізичної природи:
  - Темна матерія.
  - Темна енергія.

Ці об'єкти введено в науковий ужиток для пояснення низки астрофізичних і космологічних явищ.

## Речовина
Класична речовина може перебувати в одному з декількох агрегатних станів: газоподібний, рідкий, твердий кристалічний, твердий аморфний або у вигляді рідкого кристала. Крім того, виділяють високоіонізований стан речовини (частіше газоподібної, але, в широкому сенсі, будь-якого агрегатного стану), званий плазмою. Відомі також такі стани речовини, як конденсат Бозе — Ейнштейна і кварк-глюонна плазма.

## Елементарні частинки і поля
Серед елементарних частинок, складових речовини і поля, виділяють ферміони й бозони, а також частинки, що мають масу спокою і не мають її (безмасові частинки), можуть відрізнятися електричним та іншими зарядами. Крім того, окремо виділяють віртуальні частинки, які можна розглядати як частинки, що виникають у проміжних станах взаємодії «реальних» елементарних частинок, які відрізняються тим, що їх можна спостерігати в довгоживучому стані внаслідок експерименту (в принципі, частинки одного виду, наприклад, фотони або електрони, можуть в одних ситуаціях брати участь як віртуальні, а в інших — як реальні). Відмінність віртуальних частинок у тому, що вони народжуються і знищуються (поглинаються) в процесі взаємодії і не присутні в експерименті в початковому й кінцевому стані. Віртуальні частинки визначають властивості фізичного вакууму, який, таким чином, у сучасній фізиці також набуває атрибута матеріального середовища.

## Матерія в спеціальній і загальній теорії відносності
Відповідно до спеціальної теорії відносності і матерія, і випромінювання є лише особливими формами розподіленої енергії, оскільки вагома маса втрачає своє особливе положення і постає лише як особлива форма енергії. Оригінальний текст (нім.)
Materie und Strahlung nach der speziellen Relativitatstheorie beide nur besondere Formen verteilter Energie sind, indem ponderable Masse ihre Sonderstellung verliert und nur als besondere Fonn der Energie erscheint.
— Альберт Ейнштейн, 1920 г.
За усталеною термінологією, матеріальними полями в загальній теорії відносності називають усі поля, крім гравітаційного.